# Теория функциональных систем
Тео́рия функциона́льных систе́м — модель, описывающая структуру поведения; создана П. К. Анохиным.
«Принцип функциональной системы» — объединение частных механизмов организма в целостную систему приспособительного поведенческого акта, создание «интегративной единицы».
Выделяются два типа функциональных систем:
- Системы первого типа обеспечивают гомеостаз за счёт внутренних (уже имеющихся) ресурсов организма, не выходя за его пределы (напр. кровяное давление)
- Системы второго типа поддерживают гомеостаз за счёт изменения поведения, взаимодействия с внешним миром, и лежат в основе различных типов поведения

Стадии поведенческого акта:
- Афферентный синтез
Любое возбуждение в центральной нервной системе существует во взаимодействии с другими возбуждениями: головной мозг проводит анализ этих возбуждений. Афферентный синтез детерминируют следующие факторы:
  - Мотивация
  - Пусковая афферентация (возбуждения, вызываемые условными и безусловными раздражителями)
  - Обстановочная афферентация (возбуждение от привычности обстановки, вызывающей рефлекс, и динамические стереотипы)
  - Память (видовая и индивидуальная)
- Принятие решения
  - Формирование акцептора результата действия (создание идеального образа цели и его удержание; предположительно, на физиологическом уровне представляет собой циркулирующее в кольце интернейронов возбуждение)
  - Эфферентный синтез (или же стадия программы действия; интеграция соматических и вегетативных возбуждений в единый поведенческий акт. Действие сформировано, но не проявляется внешне)
- Действие (выполнение программы поведения)
- Оценка результата действия

На этом этапе идёт сравнение реально выполняемого действия с идеальным образом, созданным на этапе формирования акцептора результата действия (происходит обратная афферентация); на основании результатов сравнения действие или корректируется, или прекращается.
- Удовлетворение потребности (санкционирующая прекращение деятельности стадия)

Выбор целей и способов их достижения — ключевые факторы, регулирующие поведение. По Анохину, в структуре поведенческого акта сравнение обратной афферентации с акцептором результата действия даёт положительные или отрицательные ситуативные эмоции, влияющие на коррекцию или прекращение действий (другой тип эмоций, ведущие эмоции, связан с удовлетворением или неудовлетворением потребности вообще, то есть — с формированием цели). Кроме того, на поведение влияют воспоминания о положительных и отрицательных эмоциях.
В целом поведенческий акт характеризуется целенаправленностью и активной ролью субъекта.